# Prastió (ort i Cypern, Eparchía Lemesoú, lat 34,73, long 32,78)
Prastió är en ort i Cypern.   Den ligger i distriktet Eparchía Lemesoú, i den sydvästra delen av landet, 70 km sydväst om huvudstaden Nicosia. Prastió ligger 369 meter över havet och antalet invånare är 245. Den ligger på ön Cypern.
Terrängen runt Prastió är huvudsakligen kuperad, men söderut är den platt. Terrängen runt Prastió sluttar söderut.  Närmaste större samhälle är Ýpsonas, 17,4 km öster om Prastió. 